# الغول (العرش)

تعديل مصدري - تعديل

حارة الغول هي إحدى حارات مدينة ملاح أحد مدن محافظة البيضاء، بلغ تعداد سكانها 390 نسمة حسب تعداد اليمن لعام 2004.